# Auffe
 (décembre 2021).
Si vous disposez d'ouvrages ou d'articles de référence ou si vous connaissez des sites web de qualité traitant du thème abordé ici, merci de compléter l'article en donnant les références utiles à sa vérifiabilité et en les liant à la section « Notes et références ».
Auffe (en wallon Auve) est un hameau de la Famenne, à la frontière de la province de Namur et de Luxembourg, en Belgique. Fusionné en 1826 avec le hameau voisin d'Ave pour former le village d’Ave-et-Auffe il fait aujourd'hui administrativement partie de la ville et commune de Rochefort (Région wallonne de Belgique).
Le Ry d'Ave, un affluent de la Lesse, qui ressurgit de terre peu avant le hameau d’Ave passe au sud d’Auffe. L'autoroute A4 et la route nationale 94 passent à trois kilomètres du hameau, alors que la nationale 96, route également importante le traverse d’ouest en est.

## Étymologie
La localité 'Auffe' (en wallon Auve) s'appelait Harfia en 934, Arfia vers 1087, Arfe vers 1297, Aff en 1501, Affe en 1531.

## Histoire
Auffe était à la jonction de deux voies romaines : celle de Trèves à Bavay et celle de Reims à Cologne. Des découvertes romaines et mérovingiennes ont été faites dans le Bois Niau voisin.
Le nom du village d’Auffe est mentionné pour la première fois sous le nom de Harfia en 934. Initialement, Auffe appartenait à l’abbaye Saint-Hubert. À partir du XIIe siècle, le village est devenu une partie de la seigneurie de Han-sur-Lesse, qui appartenait à la prévôté des Marches, qui faisait elle-même partie du duché de Luxembourg. Au Moyen Âge, il s’y trouvait une mine de plomb qui fut exploitée jusqu’en 1838. Des carrières y furent exploitées jusqu'à la Seconde Guerre mondiale.
Lorsque les municipalités furent établies durant la période révolutionnaire (en 1795), Auffe fut une commune indépendante de 70 habitants (recensement de 1801). En raison du petit nombre d’habitants (75 habitants à la fin de 1823), la municipalité fut dissoute en 1826 et rattachée à Ave, village voisin ayant le double de population. La nouvelle municipalité (commune) fut nommée Ave-et-Auffe. Cependant, il n’y avait pas d’histoire commune entre les deux car Ave avait appartenu à la principauté de Liège et plus tard au duché de Bouillon.

## Patrimoine
- La chapelle Saint-Lambert. Les murs de la nef et du début du chœur datent du XIIIe siècle, tandis que façade, chevet et sacristie sont du XVIIIe et début XIXe siècles. Ecclésiastiquement Auffe a toujours dépendu de la paroisse d’Ave qui est voisine et proche. Cependant en 1875 l’édifice religieux d’Auffe devient ‘église auxiliaire’ de celle d’Ave. Le bâtiment a été rénové en 1966 et est classé au patrimoine de la région wallonne depuis 1977.